# Save Me (песня BTS)
«Save Me» («Save Me»; с англ. — «Спаси меня») — песня из альбома The Most Beautiful Moment in Life: Young Forever южнокорейского бойз-бенда BTS. Оригинальная версия на корейском языке была выпущена в качестве сингла лейблом Big Hit Entertainment 15 мая 2016 года в Южной Корее. Версия на японском языке вошла в альбом Youth, выпущенный лейблом Pony Canyon 7 сентября 2016 года. Музыкальное видео "Save Me" было выпущено 16 мая, которое было снято с одним кадром. Танец был поставлен The Quick Style Crew, и музыкальное видео было также произведено и направлено GDW.

## Музыкальное видео
Музыкальное видео «Save Me», которое было выпущено 16 мая, снято без джамп-катов. Танец для него был поставлен The Quick Style Crew. Режиссер видео GDW.

## Коммерческие показатели
BTS возглавили Billboard World Digital Songs с песней. Видео для «Save Me» заняло второе место по количеству просмотренных клипов K-Pop в Америке и в мире. В мае 2016 года список показал Billboard.

## Продвижение
BTS решили продвигать композицию в течение недели на музыкальных шоу, выступая на Mnet, KBS, MBC и SBS, начиная с M Countdown 12 мая. Песня была представлена на выступлении 2018 MBC Plus X Genie Music Awards.

## Персонал
- Pdogg — продюсер.
- "Hitman"bang" — продюсер.
- RM — продюсер, певец.
- Suga — продюсер, певец.
- Devine Channel — продюсер.
- Jungkook — певец.
- Slow Rabbit — вокал и рэп аранжировка, звукорежиссёр "Carrot Express".
- Sam Klempner — режиссёр.
- V- певец.
- Jin- певец.
- Jimin- певец
- J-Hope- певец.

## Чарты
| Чарт (2017)                                      | Позиция |
| ------------------------------------------------ | ------- |
| Finland Download (Suomen virallinen latauslista) | 23      |
| Philippines Hot 100 (Billboard)                  | 71      |
| South Korea (Gaon Singles Chart)                 | 19      |
| US World Digital Song Sales (Billboard)          | 2       |

## Продажа
| Чарты       | Продажи |
| ----------- | ------- |
| Южная Корея | 228 170 |
| США         | 92 000  |

## История выпуска
| Дата выпуска     | Формат                            | Версия    | Лейбл                                       |
| ---------------- | --------------------------------- | --------- | ------------------------------------------- |
| 2 Мая, 2016      | - Цифровая дистрибуция - Стриминг | Корейская | Big Hit Entertainment                       |
| 7 Сентября, 2016 | - Цифровая дистрибуция - Стриминг | Японская  | - Big Hit, Universal Japan, Virgin, Def Jam |